# FA Cup 1914-1915
La FA Cup 1914-1915 fu la 44ª edizione della più antica competizione ad eliminazione diretta del mondo, la coppa nazionale inglese conosciuta come FA Cup. lo Sheffield United vinse per la terza volta la competizione.

## Calendario
| Tunro                           | Data                     |
| ------------------------------- | ------------------------ |
| Primo turno preliminare         | sabato 12 settembre 1914 |
| Turno preliminare               | sabato 26 settembre 1914 |
| Primo turno di qualificazione   | sabato 10 ottobre 1914   |
| Secondo turno di qualificazione | sabato 24 ottobre 1914   |
| Terzo turno di qualificazione   | sabato 7 novembre 1914   |
| Quarto turno di qualificazione  | sabato 21 novembre 1914  |
| Quinto turno di qualificazione  | sabato 5 dicembre 1914   |
| Sesto turno di qualificazione   | sabato 19 dicembre 1914  |
| Primo turno                     | sabato 9 gennaio 1915    |
| Secondo turno                   | sabato 30 gennaio 1915   |
| Terzo turno                     | sabato 20 febbraio 1915  |
| Quarto turno                    | sabato 6 marzo 1915      |
| Semifinali                      | sabato 27 marzo 1915     |
| Finale                          | sabato 24 aprile 1915    |

## Primo turno
| N°     | Casa                   | Punteggio | Trasferta               | Data            |
| ------ | ---------------------- | --------- | ----------------------- | --------------- |
| 1      | Birmingham             | 2-2       | Crystal Palace          | 9 gennaio 1915  |
| Replay | Birmingham             | 3-0       | Crystal Palace          | 13 gennaio 1915 |
| 2      | Blackpool              | 1-2       | Sheffield United        | 9 gennaio 1915  |
| 3      | Darlington             | 0-1       | Bradford City           | 9 gennaio 1915  |
| 4      | Bristol City           | 2-0       | Cardiff City            | 9 gennaio 1915  |
| 5      | Burnley                | 3-1       | Huddersfield Town       | 9 gennaio 1915  |
| 6      | Bury                   | 1-1       | Plymouth Argyle         | 9 gennaio 1915  |
| Replay | Plymouth Argyle        | 1-2       | Bury                    | 13 gennaio 1915 |
| 7      | Liverpool              | 3-0       | Stockport County        | 9 gennaio 1915  |
| 8      | Preston North End      | 0-0       | Manchester City         | 9 gennaio 1915  |
| Replay | Manchester City        | 3-0       | Preston North End       | 13 gennaio 1915 |
| 9      | Rochdale               | 2-0       | Gillingham              | 9 gennaio 1915  |
| 10     | South Shields          | 1-2       | Fulham                  | 9 gennaio 1915  |
| 11     | Southampton            | 3-0       | Luton Town              | 9 gennaio 1915  |
| 12     | Reading                | 0-1       | Wolverhampton Wanderers | 9 gennaio 1915  |
| 13     | Nottingham Forest      | 1-4       | Norwich City            | 9 gennaio 1915  |
| 14     | Aston Villa            | 2-0       | Exeter City             | 9 gennaio 1915  |
| 15     | Sheffield Wednesday    | 1-0       | Manchester United       | 9 gennaio 1915  |
| 16     | Bolton Wanderers       | 2-1       | Notts County            | 9 gennaio 1915  |
| 17     | Grimsby Town           | 0-3       | Northampton Town        | 9 gennaio 1915  |
| 18     | Middlesbrough          | 9-3       | Goole Town              | 9 gennaio 1915  |
| 19     | Derby County           | 1-2       | Leeds City              | 9 gennaio 1915  |
| 20     | Everton                | 3-0       | Barnsley                | 9 gennaio 1915  |
| 21     | Tottenham Hotspur      | 2-1       | Sunderland              | 9 gennaio 1915  |
| 22     | Queens Park Rangers    | 2-1       | Glossop                 | 9 gennaio 1915  |
| 23     | Bristol Rovers         | 0-0       | Southend United         | 16 gennaio 1915 |
| Replay | Southend United        | 3-0       | Bristol Rovers          | 23 gennaio 1915 |
| 24     | West Ham United        | 2-2       | Newcastle United        | 9 gennaio 1915  |
| Replay | Newcastle United       | 3-2       | West Ham United         | 13 gennaio 1915 |
| 25     | Brighton & Hove Albion | 2-1       | Lincoln City            | 9 gennaio 1915  |
| 26     | Millwall               | 2-1       | Clapton Orient          | 9 gennaio 1915  |
| 27     | Hull City              | 1-0       | West Bromwich Albion    | 9 gennaio 1915  |
| 28     | Chelsea                | 1-1       | Swindon Town            | 9 gennaio 1915  |
| Replay | Chelsea                | 5-2       | Swindon Town            | 13 gennaio 1915 |
| 29     | Croydon Common         | 0-3       | Oldham Athletic         | 9 gennaio 1915  |
| 30     | Bradford Park Avenue   | 1-0       | Portsmouth              | 9 gennaio 1915  |
| 31     | Swansea Town           | 1-0       | Blackburn               | 9 gennaio 1915  |
| 32     | Arsenal                | 3-0       | Merthyr Town            | 9 gennaio 1915  |

## Secondo turno
| N°     | Casa                   | Punteggio | Trasferta               | Data             |
| ------ | ---------------------- | --------- | ----------------------- | ---------------- |
| 1      | Burnley                | 6-0       | Southend United         | 30 gennaio 1915  |
| 2      | Bury                   | 0-1       | Bradford Park Avenue    | 30 gennaio 1915  |
| 3      | Sheffield Wednesday    | 2-0       | Wolverhampton Wanderers | 30 gennaio 1915  |
| 4      | Bolton Wanderers       | 0-0       | Millwall                | 30 gennaio 1915  |
| Replay | Millwall               | 2-2       | Bolton Wanderers        | 6 febbraio 1915  |
| Replay | Bolton Wanderers       | 4-1       | Millwall                | 13 febbraio 1915 |
| 5      | Everton                | 4-0       | Bristol City            | 30 gennaio 1915  |
| 6      | Sheffield United       | 1-0       | Liverpool               | 30 gennaio 1915  |
| 7      | Newcastle United       | 1-1       | Swansea Town            | 30 gennaio 1915  |
| Replay | Swansea Town           | 0-2       | Newcastle United        | 6 febbraio 1915  |
| 8      | Manchester City        | 1-0       | Aston Villa             | 30 gennaio 1915  |
| 9      | Queens Park Rangers    | 1-0       | Leeds City              | 30 gennaio 1915  |
| 10     | Fulham                 | 2-3       | Southampton             | 30 gennaio 1915  |
| 11     | Brighton & Hove Albion | 0-0       | Birmingham              | 30 gennaio 1915  |
| Replay | Birmingham             | 3-0       | Brighton & Hove Albion  | 6 febbraio 1915  |
| 12     | Norwich City           | 3-2       | Tottenham Hotspur       | 30 gennaio 1915  |
| 13     | Bradford City          | 1-0       | Middlesbrough           | 30 gennaio 1915  |
| 14     | Hull City              | 2-1       | Northampton Town        | 30 gennaio 1915  |
| 15     | Oldham Athletic        | 3-0       | Rochdale                | 30 gennaio 1915  |
| 16     | Chelsea                | 1-0       | Arsenal                 | 30 gennaio 1915  |

## Terzo turno
| N°     | Casa                | Punteggio | Trasferta            | Data             |
| ------ | ------------------- | --------- | -------------------- | ---------------- |
| 1      | Birmingham          | 2-3       | Oldham Athletic      | 20 febbraio 1915 |
| 2      | Southampton         | 2-2       | Hull City            | 20 febbraio 1915 |
| Replay | Hull City           | 4-0       | Southampton          | 27 febbraio 1915 |
| 3      | Sheffield Wednesday | 1-2       | Newcastle United     | 20 febbraio 1915 |
| 4      | Bolton Wanderers    | 2-1       | Burnley              | 20 febbraio 1915 |
| 5      | Sheffield United    | 1-0       | Bradford Park Avenue | 20 febbraio 1915 |
| 6      | Manchester City     | 0-1       | Chelsea              | 20 febbraio 1915 |
| 7      | Queens Park Rangers | 1-2       | Everton              | 20 febbraio 1915 |
| 8      | Bradford City       | 1-1       | Norwich City         | 20 febbraio 1915 |
| Replay | Norwich City        | 0-0       | Bradford City        | 27 febbraio 1915 |
| Replay | Bradford City       | 2-0       | Norwich City         | 3 marzo 1915     |

## Quarto turno
| N°     | Casa             | Punteggio | Trasferta        | Data          |
| ------ | ---------------- | --------- | ---------------- | ------------- |
| 1      | Bolton Wanderers | 4-2       | Hull City        | 6 marzo 1915  |
| 2      | Bradford City    | 0-2       | Everton          | 6 marzo 1915  |
| 3      | Oldham Athletic  | 0-0       | Sheffield United | 6 marzo 1915  |
| Replay | Sheffield United | 3-0       | Oldham Athletic  | 13 marzo 1915 |
| 4      | Chelsea          | 1-1       | Newcastle United | 6 marzo 1915  |
| Replay | Newcastle United | 0-1       | Chelsea          | 13 marzo 1915 |

## Semifinali
| Birmingham 27 marzo 1915, ore 15:00 | Sheffield United | 2 – 1 | Bolton Wanderers | Villa Park |

| Blackburn 27 marzo 1915, ore 15:00 | Chelsea | 2 – 0 | Everton | Ewood Park |

## Finale
| Arbitro: | H. H. Taylor |

|                                         |           |  |
| Simmons 36’ Fazackerley 84’ Kitchen 88’ | Marcatori |  |

| Sheffield United | Chelsea |